# Рыдель, Люцьян
Лю́цьян Антоний Феликс Ры́дель (пол. Lucjan Rydel; 17 мая 1870, Краков — 8 апреля 1918, Броновицы Мале) — польский поэт и драматург.

## Биография
Читал лекции по истории всеобщей литературы на женских курсах при музее имени Баранецкого в Кракове. В 1900 г. Рыдель женился на крестьянке (ей посвящён цикл любовных стихотворений „Żonie mojej“) и поселился в деревне около Кракова. Кроме сборника стихотворений („Poezye“, 1899 и 1902), „Awanturnik XVIII stulecia“ (1903) и „Bajka o Kasi i królewiczu“ (1904), Рыдель написал драмы „Matka“, „Dies irae“, „Z dobrego serca“, „Ze sceny“, „Jeńcy“, „Prolog“, „Epilog“, „Na marne“ (изданы в 2 томах „Utwory dramatyczne“, Краков, 1902); „Zaczarowane koło“ (1900 и 1902), „Na zawsze“ (1903), „Bodenheim“ (1906).

## Творчество

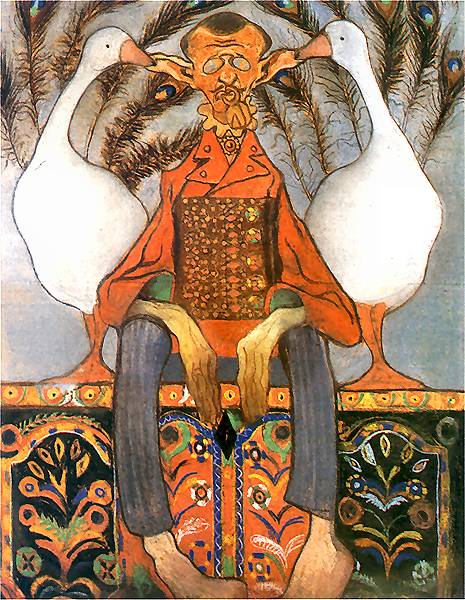
Карикатура на Л. Рыделя. худ. К. Сихульского

Критики считают его поэтом в полном значении термина, мастером по части формы, знатоком народного языка и всех его ритмических тонкостей. Недостатки — отсутствие цельности, преобладание рассудочного элемента над непосредственностью и слишком заметное книжное влияние даже в «народных» произведениях. Он бросается из стороны в сторону, словно боится, что хоть одна литературная форма останется неиспробованной им. В результате получается нечто хаотичное, хотя всегда красивое. Наряду с поэтической драмой в духе Метерлинка, Рыдель даёт бытовую картинку из жизни мелкого мещанства; наряду с фантастическим миром дьяволов и утопленниц — двор кичливого магната стародавней Польши; языческая мифология переплетается с покаянной христианской молитвой и т. д., как характеризовал его творчество критик Вильгельм Фельдман.

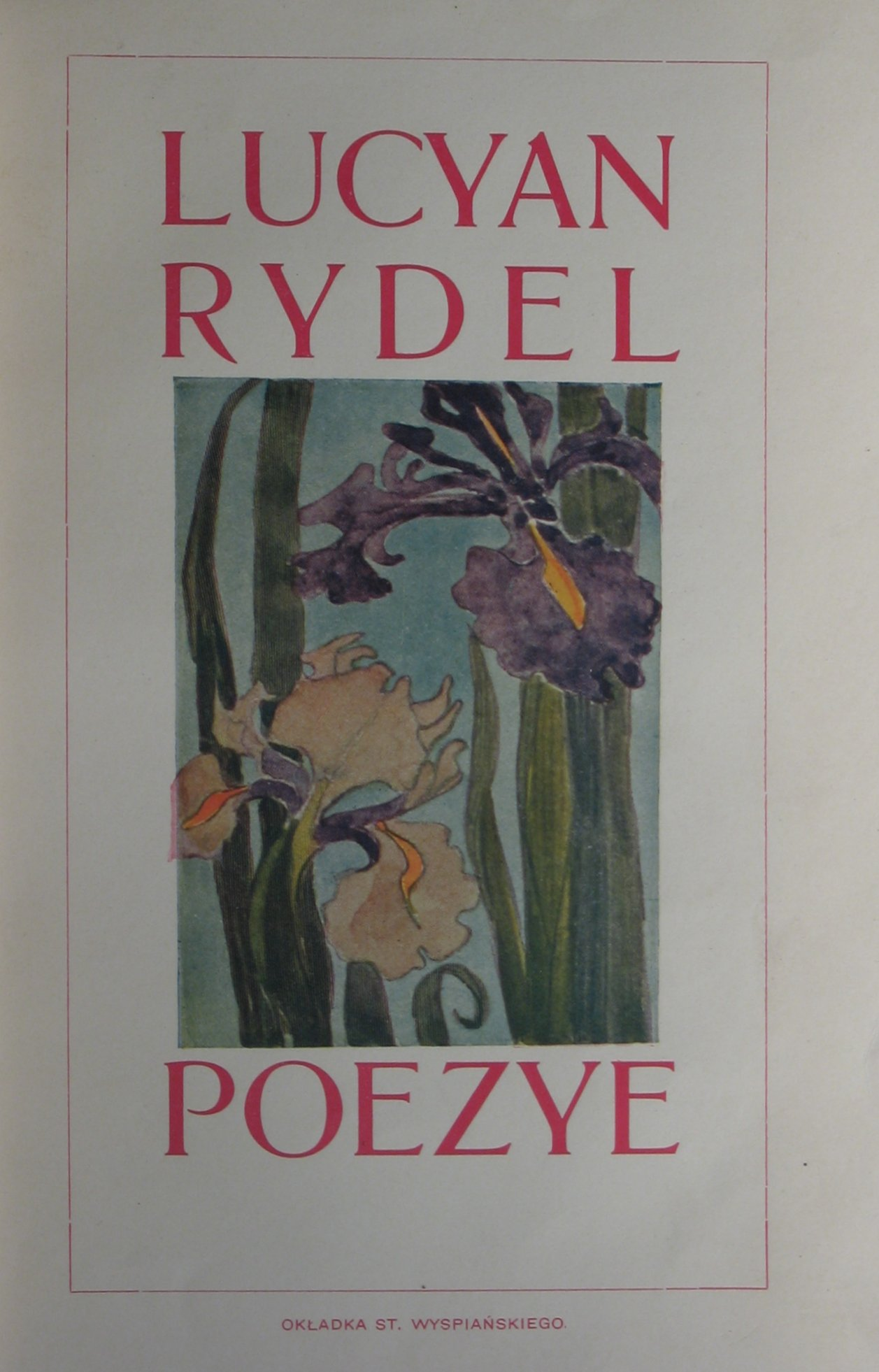
Обложка книги поэзии

Несмотря на великолепный народный язык, на выдержанный размер краковяка его мещанских «эротик», некоторые критики отказывают Рыделю в таком «народничестве» (ludowość), как у Каспровича, Выспянского, Реймонта и других, потому что «тяготение к земле не есть ещё сама земля, а пестрые ленты народного убора не исчерпывают всей физиономии народа». С целью подделаться под народные любовные песни Рыдель, как изысканный парнассист, вводит грубые выражения. Его стихотворения „Mojej żonie“ представляют нечто среднее между альбомными стихами «сентиментальных жеманниц» и подлинными этнографическими записями. Тяготение к народу у Рыделя не органическое, а платоническое, и лучше всего он описывает народ, находясь на чужбине. Поэтому, при всей пластичности, изяществе и музыкальности, стихотворения Рыделя отличаются слабой оригинальностью, и трудно найти в них такие черты, которые были бы присущи одному ему. Зато пейзажи у Рыделя, полные лиризма, свободны от всяких нареканий. Когда в тихую лунную ночь поэт слышит игру на скрипке, ему кажется, что и берёзы заслушались:

в серебристом сиянии месяца они опустили свои серые волны и слушают, как жалуется и молит голос скрипки („W noc miesięczną“).

Проснись, песнь, подымись с дрожащих струн, звени и звучи! Сквозь вечерний блеск золотого зарева, сквозь триумфальные арки радуг плыви в небесную лазуревую глубь, звучи и звени! Под тобой внизу, среди лип и берёз, — тихая деревня в зелёных садах, чириканье птиц в густых лозняках, дым, гонимый дыханьем ветра с низких крыш. Под тобой — нивы хлебных злаков, ленты рек, синие плиты морей, серебристый снег скалистых вершин. Под тобой в спящих тучах — гром и полет орлов. Плыви сквозь лучистую пыль звезд в бездны сфер, в головокружительный водоворот огненных глыб, в пурпурный омут кровавых искр, в опаловый блеск — лети и утопай, звени и звучи („Wstań pieśni“).

Ради одного пейзажа Рыдель пишет античные стихотворения, напоминающие картины Бёклина („Parki“, „Wenus Milońska“, „Psyche“, „Przystań“, „Syreny“, „Centaur i kobieta“). Фигуры людей и чудовищ остаются среди пейзажа «случайными гостями» и только оттеняют в нём «психологический момент».

## Драмы
Большая часть пьес Рыдель поставлена на польских сценах. Европейски образованный, Рыдель подражал другим поэтам даже после того, как «формально» освободился от чужих влияний. Недолго он увлекался Словацким, одно время находился под влиянием французских символистов; затем «затосковал по натуре, по настроению польской деревни, по её радужной простоте, по её пястовскому миру» (Т. Грабовский). Этот реализм и национализм удачно сочетаются с «трансцендентальной психологией» и символизмом в драмах Рыделя, носящих следы несомненного влияния Метерлинка и Гауптмана. «Заколдованный круг», названный автором «драматическим сказанием», напоминает «Потонувший колокол»; он основан на изучении польского фольклора и отличается великолепным старопольским языком. Совершенно иную картину даёт Рыдель в пьесе „Dies irae“, где представлен последний день земли; «предел всего, что живёт», представлен в потрясающих ужасах: весь мир корчится в конвульсиях; из потира, которые несёт последний папа, улетают облатки; на Левиафане выплывает Антихрист; гремят трубы; дивный свет ослепляет глаза и т. п. аксессуары мистерии. Более слабыми признаются «Пленники». В остальных драмах Рыдель или трактует психологические вопросы, связанные с мистицизмом и оккультизмом («Мать»), или же даёт жанровые сцены, полные любви и простоты («От доброго сердца»).